# Квасовский сельсовет
Квасовский сельсовет — административная единица на территории Гродненского района Гродненской области Республики Беларусь.

## Состав
Квасовский сельсовет включает 29 населённых пунктов:
- Бараново — деревня.
- Верхние Погораны — деревня.
- Витьки — деревня.
- Горны — деревня.
- Гривки — деревня.
- Дайлидки — деревня.
- Декаловичи — деревня.
- Дорошевичи — деревня.
- Зарубичи — деревня.
- Каленики — деревня.
- Квасовка — агрогородок.
- Корозичи — деревня.
- Кругляны — деревня.
- Кузьмичи — деревня.
- Ликовка — деревня.
- Литвинки — деревня.
- Нетечи — деревня.
- Нижние Погораны — деревня.
- Новики — деревня.
- Новосёлки — деревня.
- Огородники — деревня.
- Путно — деревня.
- Рудавицы — деревня.
- Свислочь — агрогородок.
- Соломенка — деревня.
- Стецки — деревня.
- Ферма — деревня.
- Хлистовичи — деревня.
- Хомики — деревня.

## Известные лица
- Мельнов, Иван Михайлович — Герой Советского Союза.
- Ибраев, Айткеш Абаевич — Герой Советского Союза.
- Садаков, Павел Сергеевич — Герой Советского Союза.